# Impedância acústica
Impedância Acústica pode ser caracterizada como uma propagação de som de um meio, com determinadas características específicas, para outro meio com características diferentes. Esta diferença estará diretamente relacionada na energia que será refletida na interface dos meios em questão. Existem grandes diferenças nos valores da impedância acústica da água e do ar, isto ocorre porque há diferenças nos valores de densidade e velocidade do som nestes dois meios. No caso da audição, a impedância acústica da cóclea é aproximadamente um décimo da impedância na água e maior que a do ar. O ouvido médio atua como um mecanismo envolvido na superação de impedâncias entre dois meios regulando a pressão sonora e a velocidade das partículas.
Em termos relacionados à física a impedância acústica numa superfície especificada de um meio de ondas sonoras, é considerada como a força por unidade de área sobre a superfície, dividida pelo fluxo através desta. É dada em ohms, sendo similar à impedância mecânica, que é dividida pela área da superfície.
A componente real da impedância acústica é chamada de resistência acústica e sua componente imaginária é chamada de reatância acústica.
Em termos Gerais, pode-se concluir que a Impedância Acústica é a soma da resistência com a Reactância.
Impedância = Densidade x Velocidade de Propagação (Velocidade do som)